# Thornton Leigh Page
Pour les articles homonymes, voir Page.
Thornton Leigh Page (13 août 1913 - 2 janvier 1996) professeur d'astronomie à l'université de Chicago, puis à la Wesleyan University. Page était membre de l'AAAS.